# Cordillera Forrestal
La cordillera Forrestal (83°00′S 049°30′O / -83.000, -49.500) o cordillera Diamante (en Argentina) es una cordillera de nevados, de unos 105 kilómetros de longitud, hacia el este se encuentra el macizo Dufek y la cordillera Neptune. La cordillera Forrestal forma parte de las montañas Pensacola, parte de las montañas Transantárticas en la Antártida. Descubierta y fotografiada el 13 de enero de 1956 por una patrulla transcontinental de la Marina de los Estados Unidos durante la Operación Deep Freeze I del Estrecho de McMurdo a las inmediaciones del Mar de Weddell y retorno.
Nombrada por la US-ACAN en honor de que la USS Forrestal, portaaviones de la  Marina de los Estados Unidos. Las montañas Pensacola fueron cartografiadas por la USGS, entre 1967 y 1968 en base a las fotografías aéreas tricamerales tomadas en 1964.

## Montañas principales
- Espolón Abele (83°13′S 51°5′O / -83.217, -51.083) es un espolón rocoso que desciende hacia el oeste desde el monte Lechner hacia los Nunataks Herring. Fue nombrado por US-ACAN en honor de Gunars Abele, ingeniero civil en el Programa Antártico de los Estados Unidos 1973-1974. El CRREL cartografío esta área.[4]
- Nunatak Blount (83°16′S 51°19′O / -83.267, -51.317) es un nunatak prominente, de 1630 m de altura, que se encuentra a 6 km al suroeste del monte Lechner en el lado oeste de la cordillera Forrestal. Descubierto y fotografiado el 13 de enero de 1956 durante un vuelo transcontinental sin escalas de la Armada de los Estados Unidos desde el estrecho de McMurdo al mar de Weddell. Nombrado por la US-ACAN en honor a Hartford E. Blount, maquinista de aviación del escuadrón VX de la Armada de los EE. UU durante la Operación Deep Freeze, en 1956.[5]
- Riscos Cooke (83°10′S 50°43′O / -83.167, -50.717) son riscos rocosos entre el risco Henderson y el monte Lechner en el lado oeste de la meseta Lexington. El área fue cartografiada por la USGS a partir de encuestas y fotografías aéreas de la Armada de los Estados Unidos, 1956-1966. Nombrado por la US-ACAN en 1979 en honor de James E. Cooke, geofísico de USGS que trabajó en la cordillera Forrestal y la meseta Dufek, entre 1978-1979.[6]
- Monte Lechner 83°14′S 50°55′O / -83.233, -50.917 es una montaña prominente, de 2030 m de altura, que se encuentra en el extremo suroeste de la meseta de Saratoga. Cartografiado por la USGS a partir de fotos aéreas de la Armada de los Estados Unidos entre 1956-1966. Nombrado por la US-en honor del comandante Ralph C. Lechner, EE. UU., coordinador de transporte aéreo en el personal del Comandante de la Fuerza de Apoyo Naval de los EE . UU., Antártida, 1964-1966.[7]
- Pico Watts (83°12′S 50°31′O / -83.200, -50.517) es un pico que se eleva a 1785 m en la esquina suroeste de la meseta Lexington. Cartografiado por la USGS en 1967 a partir de estudios terrestres y fotografías aéreas de la Armada de los Estados Unidos tomadas en 1964. Nombrado en 1979 por US-ACAN después de Raymond D. Watts, geofísico del USGS que trabajó en la cordillera Forrestal y el macizo Dufek, 1978-1979.[8]
- Montaña Zirzow (83°8′S 49°6′O / -83.133, -49.100) El monte Zirzow (83°8′S 49°6′O / -83.133, -49.100) es una montaña de 1615 m de altitud, ubicada a 6 km al norte del monte Mann en el borde este de la meseta Lexington. Cartografiado por la USGS a partir de mapas y fotos aéreas de la Armada de los Estados Unidos, en 1956-1966. Nombrado por US-ACAN en honor del Comandante Charles F. Zirzow, de la Marina de los EE. UU., Jefe de Estado Mayor Adjunto del Comandante, Fuerza de Apoyo Naval de los EE. UU., Antártida, en 1966-1967.[9]

## Accidentes geográficos clave
- Meseta Lexington (83°05′S 49°45′O / -83.083, -49.750) es una meseta alta, llana y cubierta de nieve, de unas 15 millas de largo y 10 millas de ancho, ubicada al norte del "Kent Gap" y la meseta Saratoga . Descubierta y fotografiada el 13 de enero de 1956 en un vuelo transcontinental sin escalas por el personal de la Operación Deep Freeze I de la Armada de los EE. UU. Nombrada por el US-ACAN en honor del USS Lexington, uno de los primeros grandes portaaviones de la Armada de los EE. UU.[10]
- Meseta Saratoga (83°20′S 50°30′O / -83.333, -50.500) es una meseta alta, plana y cubierta de nieve, de 8 millas de largo y 6 millas de ancho, ubicada al sur del "Kent Gap" y la meseta Lexington. Descubierta y fotografiada en 1956 en un vuelo transcontinental sin escalas por personal de la Marina de la Operación Deep Freeze I. Nombrado por la US-ACAN en honor del USS Saratoga de 1926, uno de los primeros grandes portaaviones de la Armada de EE. UU.[11]